# Somebody Dance with Me
"Somebody Dance with Me" é uma canção do artista suíço DJ Bobo com parceria da cantora Emel Aykanat. Foi lançado em novembro de 1992 como o segundo single do álbum, Dance With Me. É conhecida como a melhor canção do DJ Bobo até hoje. A canção se tornou grande sucesso na Europa, chegando a ficar na posição de número 1 em Portugal e Suécia, e um hit top 5 na Áustria, Finlândia, Países Baixos, Noruega e Alemanha. No Eurochart Hot 100, o single alcançou a posição de número 11. Fora do continente europeu, Somebody Dance with Me alcançou o número 13 na Austrália.

## Videoclipe
Um videoclipe da música foi filmado inteiramente em um local de música com uma audiência e uma performance da música com vários dançarinos. De acordo com DJ Bobo, o videoclipe teve um orçamento de 3.000 francos suíços apenas.

## Lista de Faixas
CD single
1. "Somebody Dance With Me" (radio mix)
2. "Somebody Dance With Me" (club mix)
3. "Uh-Uh!" (Deejay remix)
4. "Somebody Dance With Me" (Live In Switzerland)

Remix – CD-maxi Fresh 1240
1. "Somebody Dance With Me" (remix)
2. "Move Your Feet"
3. "Somebody Dance With Me" (Live In Switzerland)

Remix Italien – CD-maxi DWA 0097
1. "Somebody Dance With Me" (Heaven Trouble remix)
2. "Somebody Dance With Me" (radio mix)
3. "Somebody Dance With Me" (club mix)
4. "Uh-Uh!" (Deejay remix)
5. "Somebody Dance With Me" (Live In Switzerland)

## Desempenho nas tabelas musicais

### Tabela musical
| Tabela musical (1992/93)              | Posição de pico |
| ------------------------------------- | --------------- |
| Áustria - (Ö3 Austria Top 40)         | 13              |
| Bélgica - (Ultratop 50 Flanders)      | 32              |
| Dinamarca - (IFPI)                    | 14              |
| Europa - (Eurochart Hot 100)          | 11              |
| Alemanha - (Official German Charts)   | 4               |
| Finlândia - (Suomen virallinen lista) | 5               |
| Países Baixos - (Dutch Top 40)        | 4               |
| Países Baixos - (Single Top 100)      | 3               |
| Portugal - (AFP)                      | 1               |
| Noruega - (VG-Lista)                  | 3               |
| Suécia - (Sverigetopplistan)          | 1               |
| Suíça - (Schweizer Hitparade)         | 1               |

### Chart de final de ano
| Tabela musical (1993)               | Posição de pico |
| ----------------------------------- | --------------- |
| Áustria - (Ö3 Austria Top 40)       | 19              |
| Europa - (Eurochart Hot 100)        | 23              |
| Alemanha - (Official German Charts) | 14              |
| Países Baixos - (Dutch Top 40)      | 36              |
| Países Baixos - (Single Top 100)    | 36              |
| Suíça - (Schweizer Hitparade)       | 1               |

## Ligações Externas
- "Letras dessa música" no MetroLyrics